# Punta d'en Llor
La Punta d'en Llor és una muntanya de 891 metres que es troba al municipi de la Pobla de Cérvoles, a la comarca catalana de les Garrigues.